# Смоленская оборона (1941)
Оборона Смоленска — боевые действия советских войск на ближних подступах к городу. Часть Смоленского сражения.

## Военно-стратегическая ситуация
После разгрома основных сил советского Западного фронта в Белостокском и Минском котлах немецкие войска придвинулись к рубежу рек Западная Двина и Днепр и готовились к новому наступлению на московском направлении.
Здесь занимали позиции войска советского Западного фронта под командованием маршала С. К. Тимошенко. В попытке остановить продвижение немецких войск на центральном участке советско-германского фронта 6 июля 1941 года советское командование предприняло наступление на Лепельском направлении.
Однако наступление захлебнулось, советские войска понесли большие потери и отступили в район между Оршей и Витебском. 8 июля части немецкого 39-го мотокорпуса 3-й танковой группы Гота форсировали Западную Двину и 9 июля заняли Витебск.
В это же время немецкий 47-й мотокорпус 2-й танковой группы (ком. Г. Гудериан), преодолев упорное сопротивление советской 1-й Московской мотострелковой дивизии, вышел к предмостным укреплениям в районе Орши (см. Оборона Борисова).

## Планы сторон
Немцы начали наступать на московском направлении одними мобильными соединениями, не дожидаясь подхода пехотных дивизий. Это стало неприятной неожиданностью для советского командования.
Войска ЗФ не успели занять оборонительные позиции. В Лиозно и Рудне выгружалась 19-я АИвана Конева, чтобы занять оборону в районе Витебска.
У Орши сосредоточилась 20-я А Павла Курочкина, у Смоленска - 16-я А Михаила Лукина, располагавшаяся во втором эшелоне Западного фронта.

## Действия сторон

### Захват Смоленска
11 июля у Витебска немецкий 39-й мотокорпус сломил сопротивление 19-й А, не успевшей сосредоточиться (см. Витебское сражение). И начал наступать на Демидов, Духовщину и Смоленск.
13 июля он достиг Демидова и Велижа, занял Духовщину, вступил в бой за Ярцево.
А 15 июля прорвался к шоссе Смоленск-Москва восточнее Смоленска.
Командующий 3-й ТГ Гот вспоминал:

15 июля стало ясно - выход 39-го мотокорпуса к автостраде восточнее Смоленска привел к большому успеху. Перемешанные дивизии противника стягивались к Смоленску и севернее его. С 15 июля сюда стали отходить и части противника, атакованные 14 июля под Оршей войсками северного крыла 2-й ТГ.
15 июля воздушная разведка донесла: участок автострады Орша-Смоленск забит транспортом, который 4-5 колоннами двигается по направлению к Смоленску. Здесь 7-я тд упорно удерживала автостраду северо-восточнее Смоленска - поэтому ожидалось большое скопление противника.
16 и 17 июля 7-я тд отражала попытки противника прорваться на северо-восток.

Одновременно немецкий 47-й мотокорпус, 11 июля форсировав Днепр в р-не Копысь, 13 июля начал продвижение на Смоленск с юго-запада.
14 июля оборонять подступы к городу и сам Смоленск назначили части 16-я армия генерал-лейтенанта Михаила Лукина: 32-й стрелковый корпус из 46-й и 152-й стрелковых дивизий. Однако обе дивизии обороняли дальние рубежи на северной стороне Днепра.
Командующий 16 армией генерал-лейтенант М. Ф. Лукин выдвинул на танкоопасные направления подвижные противотанковые отряды. Однако шедшая в авангарде 47-го мотокорпуса 29-я мотопехотная дивизия вермахта, преодолев сопротивление отряда 46-й стрелковой дивизии подполковника Павла Буняшина в районе Хохлово (в бою погиб начальник артиллерии 16 А генерал-майор Т. Л. Власов), прорвалась к Смоленску.
После разгрома отряда 46-й стрелковой дивизии на ликвидацию прорыва был выдвинут 288-й стрелковый полк 64-й стрелковой дивизии - самая боеспособная боевая единица из имеющихся воинских частей в составе гарнизона Смоленска. Два батальона этого полка попытались ликвидировать прорыв 29-й моторизованной дивизии на подступах к Смоленску, но были уничтожены. 29-я моторизованная дивизия после ожесточённого боя с 288-м стрелковым полком вышла к окраине Смоленска.
Её передовой отряд столкнулся с сопротивлением стоящих во втором эшелоне заградительных частей истребительного батальона Красноармейского района (ныне Ленинский р-н), взвода по охране складов и сводного 2-го батальона 252-го полка конвойных войск НКВД. Обойдя их оборону передовой отряд смог ворваться в центральную часть города, смяв истребительные батальоны милиции Михайлова и Овцинцова.

Первые бои в Смоленске и на его окраинах носили хоть и скоротечный, но ожесточённый характер. Из журнала боевых действий 47-го моторизованного корпуса:

Уже после наступления темноты 71-й моторизованный полк [29-й моторизованной дивизии] ведет в высшей степени ожесточенные бои, неся тяжелые потери, поскольку противник ведет огонь из окон, подвальных окон и т.п., в том числе и из противотанковых орудий. Вспыхивают рукопашные схватки с использованием холодного оружия
Из-за исчерпания возможностей к обороне и угрозы окружения остатки частей 288-го стрелкового полка и отдельных батальонов 159-го и 30-го стрелковых полков, роты связи 3-го батальона 129-й стрелковой дивизии, остатков отряда 46-й стрелковой дивизии, истребительных батальонов милиции и Красноармейского района, а также истребительного батальона Сталинского района (ныне Промышленный р-н) начали отход к Днепру на соединение с отрядом Нестерова и истребительным батальоном Заднепровского района, проведя переправу через него в ночь на 16-е июля, после чего взорвали оба автомобильных моста. 252-й полк НКВД приказ на отход получить не смог и ночью самовольно прорвался из окружения. Остатки гарнизона города обороняли северную часть города до исчерпания возможностей к обороне и были из него выбиты к полудню. Гарнизон города почти весь погиб, выжившая часть из-за потери управления прорывалась самовольно (например, отряд милиции Тоняева или 252-й полк), либо влилась в части регулярной армии и участвовала в последующих боях в Смоленском котле (например, истребительный батальон Заднепровского района или 288-й стрелковый полк). Подошедшие во второй половине дня 16-го июля разрозненные части 129-й и 38-й стрелковых дивизий попыталась выбить передовые отряды из северной части города, но потерпели неудачу. Полностью город и прилегающий аэродром были захвачены 29-й моторизованной дивизией к утру 17-го июля.
29-я моторизованная дивизия понесла в боях за Смоленск тяжелые потери. В период с 14 по 19 июля она была безусловным лидером по потерям во 2-й танковой группе. Они составили за этот период 185 человек убитыми, 795 ранеными и 8 пропавшими без вести, а всего – 988 человек.
О причинах оставления Смоленска в заключении Военно-экспертной комиссии под председательством генерал-майора И. П. Камеры говорилось:
…вместо организованного сопротивления противнику в южной части города имеющимися силами оборона города вылилась в форму разрозненных боев с противником. 
Так, в результате прорывов немецких ТГ в окружении в р-не Смоленска оказались советские 19 А, 20 А и 16 А. Связь с тылом поддерживали лишь по лесисто-болотистой местности южнее Ярцево в р-не Соловьёво.

### Бои за Смоленск
Захват Смоленска вызвал резкую реакцию Сталина. В приказе ГКО СССР от 16 июля говорилось:

Командный состав Западного фронта проникнут эвакуационными настроениями и легко относится к отходу войск от Смоленска и сдаче Смоленска врагу. Подобные настроения ГКО считает преступлением, граничащим с прямой изменой Родине. ГКО обязывает  пресечь железной рукой настроения, порочащие знамя Красной Армии, и приказать частям, защищающим Смоленск, ни в коем случае не сдавать Смоленска врагу.

Вскоре в бои за Смоленск включились части 19А, потерявшие связь со штабом и привлечённые командованием 16А к сражению за Смоленск: сначала в бой вступила 129 СД генерал-майора Авксентия Городнянского и части 38 СД.
В ходе ожесточенных боев 17-18 июля районы города переходили из рук в руки. Позже штабу 16А подчинили 34СК генерал-лейтенанта Рафаила Хмельницкого. Его 127-я и 158-я стрелковые дивизии вышли к южной окраине города.
К боям за Смоленск подключилась 152 СД. Руководил войсками в р-не Смоленского котла генерал-лейтенант Андрей Еременко (с 19 июля - командующий Западным фронтом). Бои в районе Смоленска стали приобретать организованный характер.
Немецкая сторона наращивала силы в р-не Смоленска. Из-под Орши в район южнее Смоленска направилась немецкая 17 ТД. Кстати, 18 июля в бою на южной окраине Смоленска смертельно ранили шрапнелью командира дивизии генерал-майора Карла фон Вебера, 20 июля он скончался в госпитале г. Красный.
С фронта советские войска в Смоленском котле теснил немецкий 5-й армейский корпус (5-я и 35-я пехотные дивизии). Наступая вдоль шоссе Витебск-Смоленск, 17 июля он занял Лиозно, 20 июля занял Рудню после ожесточенных боев.
16 июля к Орше подошёл 9 АК. Его 268 ПД наступала вдоль шоссе Минск—Москва вместе с 35 ПД, а 137 ПД направлялась в Смоленск по южному берегу Днепра в поддержку 29 МД, где за 3-4 дня её потери составили 850 человек.
Советское командование не оставляло надежды деблокировать окруженные в районе Смоленска войска.
17 июля в штаб Западного фронта прибыл генерал-майор К. К. Рокоссовский. Ему поручены организация обороны и контрудара в районе Ярцево.
В подчинение Рокоссовскому передали 101 ТД полковника Г. М. Михайлова, в группу вошла часть 38 СД полковника М. Г. Кириллова, потерявшей связь с командованием 19А. Рокоссовскому подчинили и сводный отряд полковника А. И. Лизюкова, который оборонял Соловьевскую переправу, и остатки 7-го мехкорпуса, вышедшие изокружения.
Спешно организованное наступление группы Рокоссовского 18-20 июля противник отразил. 23-24 июля начались боевые действия опергрупп Западного фронта в направлении Смоленск. Бои носили встречный характер.
26 июля противник нанес удар: 39 МК (7 ТД и 20 МД) из р-на Ярцево и 17 ТД 47 МК из р-на западнее Ярцево по Соловьевской переправе через Днепр. В ночь на 27 июля переправу захватили, группу полковника Лизюкова, защищавшую переправу, оттеснили.
Так, связь окруженных войск в районе Смоленска с Западным фронтом оказалась прервана, а группу Рокоссовского сковали действия немецких войск.

### Решение оставить Смоленск
К концу июля в район Смоленска подошли свежие немецкие соединения: 20-й (129-я и 106-я пехотные дивизии) и 8-й (8-я и 28-я пехотные дивизии) армейские корпуса. А советские войска, сражавшиеся в окружении, почти не получали подкреплений. Это позволило противнику уменьшить размеры Смоленского котла и рассечь его.
28 июля под натиском противника советские войска полностью оставили Смоленск. Это вызвало бурную реакцию маршала Тимошенко:

Из утренней сводки 29.7 устанавливаю впервые, что совершается рискованный отход вопреки приказу удерживать занимаемый фронт. Тем более это недопустимо в условиях проводимой операции группами Хоменко, Калинина и Рокоссовского, о чём Вам было известно из приказа.
Из всех Ваших донесений и сообщений не вытекало необходимости отвода, а наоборот Ваша армия вела успешные бои. Ваш отход облегчает противнику создать крупную группировку для срыва проводимой нами операции.
Приказываю: Немедленно остановить отход 20А и 16А на рубеже западнее Смоленска. Очистить Смоленск от противника и удерживать его. Рубеж ни в коем случае не оставлять без моего приказа. Отвечаете за это Вы Курочкин и Лукин.

В докладе Военного совета Западного направления Ставке ВГК от 31 июля события излагались таким образом:

1. 20 армия, а вместе с ней 16 армия отошли без санкции командования от Смоленска на восток и оставили 29.7 Смоленск при следующих обстоятельствах:

20 армия с начала полуокружения непрерывно атаковывалась крупными силами противника до 6 пехотных дивизий, 1 танковой дивизии, с большим количеством авиации. С 25.7 противник усилился двумя свежими дивизиями. За это время 20 и 16 армии понесли огромные потери.

В связи с этим, 20 армия, ведя напряжённые бои, отходила под сильным давлением противника на восток севернее Смоленска.

28.7 левофланговая 73 сд 20 армии, отходя, открыла правый фланг и тыл 152 сд 16 армии, ведущей бой в северной части Смоленска. 152 сд, наблюдая отход 73 сд и находясь, по донесению Лукина, под сильным огневым воздействием противника и ударом его по флангу и тылу, по распоряжению командира 152 сд начала отход на восток от Смоленска. За 152 сд отошла и 129 сд с северо-восточной части Смоленска.

2. Командованию и штабу Западного направления и фронта из донесения Курочкина стало известно об оставлении Смоленска в ночь с 28 на 29.7. Немедленно было дано распоряжение Курочкину приостановить отход 152 и 129 сд и восстановить положение. По выяснению обстановки 29.7 отдан приказ Курочкину объединить руководство 20 и 16 армиями и, используя резервы 20 армии, восстановить положение в Смоленске.

3. Предпринятое контрнаступление 29.7 силами 152, 73 и 46 сд успеха не имело, и части с большими потерями к вечеру 30.7 отошли к востоку от Смоленска на рубеж Суходол, Токари.

4. Курочкин отдал приказ с 3.00 31.7 остатками 152, 129 и 46 сд с рубежа Суходол, Токари перейти вновь в наступление в направлении Смоленск.

Тем временем 28 июля группа Рокоссовского, усиленная 44-м стрелковым корпусом (64-я и 108-я стрелковые дивизии), смогла возобновить атаки и заняла Ярцево. В начале августа окруженным советским войскам при содействии группы Рокоссовского удалось восстановить контроль над переправами через Днепр в районе Соловьёво и Ратчино.
4 августа через Днепр переправились остатки 16-й и 20-й армий.
Сражение за Смоленск закончилось.

## Последствия
Сражение за Смоленск стало важным этапом по срыву продвижения немецких войск на Москву. Советские войска понесли тяжёлые потери, но и противник был измотан, лишен манёвра и вынужден был вести тяжелые бои за крупный населённый пункт.
Оставление Смоленска советскими войсками не стало окончанием Смоленского сражения. 30 июля 1941 года Главное командование вермахта приказало группе армий «Центр» основными силами перейти к обороне. Тяжёлые бои восточнее Смоленска продолжались до 10 сентября.